# Malwina Smarzek
Malwina Smarzek (sinh 3 tháng 6 năm 1996) là một vận động viên bóng chuyền nữ, thành viên của Đội tuyển bóng chuyền nữ quốc gia Ba Lan. Cùng với đội tuyển quốc gia, cô đã từng tham dự FIVB Volleyball World Grand Prix 2014. Ở cấp độ câu lạc bộ, cô từng là thành viên của Legionovia SA và Police KPS Chemik trước khi chuyển sang khoác áo cho câu lạc bộ bóng chuyền Volley Bergamo của Italia.

## Danh hiệu

### Câu lạc bộ
- Giải vô địch Bóng chuyền Ba Lan 2016-17 –  Vô địch, cùng với KPS Chemik Police
- Giải vô địch Bóng chuyền Ba Lan 2017-18 –  Vô địch, cùng với KPS Chemik Police